# ابوعبید جوزجانی
ابوعبیدالله عبدالواحد بن محمد جوزجانی (۹۸۰ م – ۱۰۴۷ م) نویسنده، شاگرد و شرح دهنده آثار پورسینا بوده است. او در سال ۴۰۳ق به خدمت پورسینا پیوست نامبرده در جوزجان متولد شده و تا پایان عمر استادش در خدمت او زیست. هنگام وزارت بوعلی در خدمت شمس‌الدوله، او از بوعلی تقاضا کرد کتاب‌های ارسطو را شرح کند. جوزجانی بر قسمت ریاضیات نجات و قسمت ریاضی و موسیقی دانشنامه علایی به سبک خود کتاب افزوده است. مرگ او را ده سال پس از مرگ پورسینا و در سال ۴۳۸ق دانسته‌اند.